# 神様の愛い奴
『神様の愛い奴』（かみさまのういやつ）は、1998年7月18日に公開された日本のドキュメンタリー映画である。その後、2001年4月1日に再編集した「決定版」が公開された。

## 概要・あらすじ
1987年に公開された『ゆきゆきて、神軍』で有名になった自称「神軍平等兵」・奥崎謙三の伝記である。奥崎は1983年12月、殺人未遂事件を起こし懲役12年の実刑判決を受けた。その服役期間を終えて出所した奥崎が沈黙を破り、自らの理想郷「ゴッドワールド」を建設する構想を打ち明ける様を紹介しながら、その日常に密着した作品である。

## 出演
- 奥崎謙三
- 太田垣敏和
- 湯浅学
- 船橋英雄
- 杉崎香織
- モンロー
- ママ野際
- 佐川一政
- 森江宏太
- 亀一郎
- 北園ムサイ
- 村岡直美
- 村上ゆう
- 青木麗奈
- 貝四朗 as 平やん

## スタッフ
- プロデューサー：大宮イチ
- 撮影：ギンティ小林、藤原章
- スチール：直崎人士
- CG処理：F.G.C
- 宣伝美術：norashop
- 挿入画：根本敬
- 題字：貝四朗
- 製作：平野悠
- 音楽：大博士 AKA 大宮イチ
- 編集：藤原章
- 監督：大宮イチ、藤原章[1]
- 制作：LOFT CINEMA

## 関連文献
- 「新作紹介 神様の愛い奴」『キネマ旬報』、キネマ旬報社、2001年4月下旬号、101頁。